# Die Abenteuer des Teddy Ruxpin
Die Abenteuer des Teddy Ruxpin (Alternativtitel: Teddy Ruxpin, Originaltitel: The Adventures of Teddy Ruxpin) ist eine US-amerikanische Zeichentrickserie, die zwischen 1987 und 1988 produziert wurde.

## Handlung
Teddy Ruxpin lebt mit seinen Freunden in einem Häuschen in den Feldern. Von dort aus unternimmt er Ausflüge mit dem Luftschiff seines Freundes, einem Professor. Dabei begegnet er immer wieder Gegenspielern, die es auf ihn abgesehen haben.

## Produktion und Veröffentlichung
Die Serie wurde zwischen 1987 und 1988 von Atkinson Film-Arts und DIC Entertainment in den Vereinigten Staaten produziert und durch LBS Communications vertrieben.
Erstmals wurde die Serie am 14. September 1987 auf Syndication ausgestrahlt. Die deutsche Erstausstrahlung erfolgte 1991 auf Tele 5. Weitere Ausstrahlungen im deutschsprachigen Raum erfolgten auf dem Fernsehsender Junior. Zudem wurde die Serie auf mehreren DVDs veröffentlicht.

## Episodenliste
| Folge | deutscher Titel                                     | englischer Titel                      | Originalausstrahlung |
| 1     | Der Schatz von Grundo                               | The Treasure Of Grundo                | 14.09.1987           |
| 2     | Gefangene der Schlammblubbis                        | Beware Of The Mudblubs!               | 15.09.1987           |
| 3     | Teddy Ruxpin und die Punkie-Funky-Suppe             | Guests Of The Grunges                 | 16.09.1987           |
| 4     | Das Schloß des Zauberers                            | In The Fortress Of The Wizard         | 17.09.1987           |
| 5     | Die Flucht vor den Gutangs                          | Escape From The Treacherous Mountains | 18.09.1987           |
| 6     | Die Verkleinerungsmaschine                          | Take A Good Look                      | 21.09.1987           |
| 7     | Grubbys Romanze                                     | Grubby’s Romance                      | 22.09.1987           |
| 8     | Mama Tweeg                                          | Tweeg’s Mom                           | 23.09.1987           |
| 9     | Die Surf-Punkies                                    | The Surf Grunges                      | 24.09.1987           |
| 10    | Das frischgebackene MAVO-Mitglied                   | A New MAVO Member                     | 25.09.1987           |
| 11    | Die farblosen Fobs                                  | The Faded Fobs                        | 28.09.1987           |
| 12    | Der magische Wagen                                  | The Medicine Wagon                    | 29.09.1987           |
| 13    | Tweeg hat die Tweezeln                              | Tweeg Gets The Tweezies               | 30.09.1987           |
| 14    | Der Limonadenstand                                  | The Lemonade Stand                    | 01.10.1987           |
| 15    | Die Regenbogenmine                                  | The Rainbow Mine                      | 02.10.1987           |
| 16    | Wolli Wuschel                                       | The Wooly What’s-it                   | 05.10.1987           |
| 17    | Das Zeichen eines Freundes                          | Sign Of A Friend                      | 06.10.1987           |
| 18    | Noch ein Punkt                                      | One More Spot                         | 07.10.1987           |
| 19    | Elfen und Waldgeister                               | Elves And Woodsprites                 | 08.10.1987           |
| 20    | Zeugnisse in Grundo                                 | Grundo Graduation                     | 09.10.1987           |
| 21    | Der doppelte Grubby                                 | Double Grubby                         | 12.10.1987           |
| 22    | König Joghurts Schloß                               | King Nogburt’s Castle                 | 13.10.1987           |
| 23    | Der Tag, an dem sich Teddy und Grubby kennenlernten | The Day Teddy Met Grubby              | 14.10.1987           |
| 24    | Das geheimnisvolle Buch                             | Secret Of The Illiops                 | 15.10.1987           |
| 25    | Wie gewonnen so zerronnen                           | Through Tweeg’s Fingers               | 16.10.1987           |
| 26    | Onkel Grubby                                        | Uncle Grubby                          | 19.10.1987           |
| 27    | Das Kristall Buch                                   | The Crystal Book                      | 20.10.1987           |
| 28    | Tweegs Hochzeitsgeschenk                            | Teddy And The Mudblups                | 21.10.1987           |
| 29    | Die Wette                                           | Win One For The Twipper               | 22.10.1987           |
| 30    | Tweeg will hoch hinaus                              | Tweeg Joins M.A.V.O.                  | 23.10.1987           |
| 31    | Der Pilzwald                                        | The Mushroom Forest                   | 26.10.1987           |
| 32    | Das sprechende Gemüse                               | Something In The Soup                 | 27.10.1987           |
| 33    | Der Piratenüberfall                                 | Captured                              | 28.10.1987           |
| 34    | Wer rettet Teddy?                                   | To The Rescue                         | 29.10.1987           |
| 35    | Flucht vor der MAVO                                 | Escape From M.A.V.O.                  | 30.10.1987           |
| 36    | Entscheidung am Leekee-See                          | Leekee Lake                           | 02.11.1987           |
| 37    | Der dritte Kristall                                 | The Third Crystal                     | 03.11.1987           |
| 38    | Die Suche nach dem schwarzen Kasten                 | Up For Air                            | 04.11.1987           |
| 39    | Der geheimnisvolle Werkzeugkasten                   | The Black Box                         | 05.11.1987           |
| 40    | Tweeg, der Obertyrann                               | The Hard To Find City                 | 06.11.1987           |
| 41    | Die Achtfüßler                                      | Octopede Sailors                      | 09.11.1987           |
| 42    | Armer dummer Tweeg                                  | Tweeg The Vegetable                   | 10.11.1987           |
| 43    | Der Zauberweltvergnügungspark                       | Wizardland                            | 11.11.1987           |
| 44    | Der Ying Zoo                                        | The Ying Zoo                          | 12.11.1987           |
| 45    | Die große Flucht                                    | The Big Escape                        | 13.11.1987           |
| 46    | Teddys Geburtstag                                   | Teddy Ruxpin’s Birthday               | 16.11.1987           |
| 47    | Das Festival der Zauberer                           | Wizardweek                            | 17.11.1987           |
| 48    | Wasserkünstler und Luftakrobaten                    | Air And Water Races                   | 18.11.1987           |
| 49    | Das große Rennen                                    | The Great Grundo Ground Race          | 19.11.1987           |
| 50    | Der Tag der Entscheidung                            | A Race To The Finish                  | 20.11.1987           |
| 51    | Jagd auf Teddy                                      | Autumn Adventure                      | 23.11.1987           |
| 52    | Die Erfindermesse                                   | Gimmick’s Gizmos And Gadgets          | 24.11.1987           |
| 53    | Erntedankfest                                       | Harvest Feast                         | 25.11.1987           |
| 54    | Die Schneemungos                                    | Wooly And The Giant Snowzos           | 26.11.1987           |
| 55    | Winterabenteuer                                     | Winter Adventure                      | 27.11.1987           |
| 56    | Teddys Wunsch                                       | Teddy’s Quest                         | 30.11.1987           |
| 57    | Dünnes Eis                                          | Thin Ice                              | 01.12.1987           |
| 58    | Flüchtlinge                                         | Fugitives                             | 02.12.1987           |
| 59    | Finsternis über Grundo                              | Musical Oppressors                    | 03.12.1987           |
| 60    | Der M. A. V. O. Kostümball                          | MAVO Costume Ball                     | 04.12.1987           |
| 61    | Teddys Vater                                        | Father’s Day                          | 07.12.1987           |
| 62    | Die Heimreise                                       | The Journey Home                      | 08.12.1987           |
| 63    | Familientage                                        | On The Beaches                        | 09.12.1987           |
| 64    | L.B.S. Hochzeit                                     | L.B.’s Wedding                        | 10.12.1987           |
| 65    | Das Geheimnis wird gelüftet                         | The Mystery Unravels                  | 13.12.1987           |